# Cheney Haight
Cheney Isaac Haight (27 de diciembre de 1984) es un luchador estadounidense de lucha grecorromana. Participó en el Campeonato Mundial de 2011 consiguiendo la 26.ª posición. Se clasificó en el séptimo lugar en Juegos Panamericanos de 2011. Ganó dos medallas en Campeonato Panamericano, de oro en 2016. 